# Distrito electoral de Metropolis n.º 2
Metropolis No. 2 (en inglés: Metropolis No. 2 Precinct) es un distrito electoral ubicado en el condado de Massac en el estado estadounidense de Illinois. En el Censo de 2010 tenía una población de 492 habitantes y una densidad poblacional de 848,05 personas por km².

## Geografía
Metropolis n.º 2 se encuentra ubicado en las coordenadas 37°9′4″N 88°43′51″O / 37.15111, -88.73083. Según la Oficina del Censo de los Estados Unidos, Metropolis n.º 2 tiene una superficie total de 0.58 km², de la cual 0.57 km² corresponden a tierra firme y (1.79%) 0.01 km² es agua.

## Demografía
Según el censo de 2010, había 492 personas residiendo en Metropolis n.º 2. La densidad de población era de 848,05 hab./km². De los 492 habitantes, Metropolis n.º 2 estaba compuesto por el 91.67% blancos, el 6.1% eran afroamericanos, el 0% eran amerindios, el 0.41% eran asiáticos, el 0% eran isleños del Pacífico, el 0.2% eran de otras razas y el 1.63% pertenecían a dos o más razas. Del total de la población el 2.03% eran hispanos o latinos de cualquier raza.